# (7439) Tetsufuse
(7439) Tetsufuse (1994 XG1) – planetoida z pasa głównego asteroid okrążająca Słońce w ciągu 4 lat i 87 dni w średniej odległości 2,62 j.a. Została odkryta 6 grudnia 1994 roku.